# Andrei Lugovski
Andrei Lugovski (Wit-Russisch: Андрэй Лугоўскіч) (Minsk, 26 februari 1983) is een Wit-Russisch zanger die voornamelijk in het Italiaans zingt en vooral in België bekendheid geniet. 
Lugovski heeft een krachtige tenorstem.

## Hitnoteringen
| Album met hitnotering(en) in de Vlaamse Ultratop 200 albums | Datum van verschijnen | Datum van binnenkomst | Hoogste positie | Aantal weken | Opmerkingen |
| ----------------------------------------------------------- | --------------------- | --------------------- | --------------- | ------------ | ----------- |
| My world                                                    | 2009                  | 21-11-2009            | 11              | 13           | Goud        |
| Passione                                                    | 2010                  | 04-12-2010            | 7               | 18           | Goud        |
| Incanto                                                     | 2012                  | 12-05-2012            | 9               | 28           |             |
| Cadeaubox-3CD                                               | 2012                  | 08-12-2012            | 51              | 15           |             |
| Reason to believe                                           | 2014                  | 26-07-2014            | 60              | 8*           |             |

| Single met hitnotering(en) in de Vlaamse Ultratop 50 | Datum van verschijnen | Datum van binnenkomst | Hoogste positie | Aantal weken | Opmerkingen        |
| ---------------------------------------------------- | --------------------- | --------------------- | --------------- | ------------ | ------------------ |
| Il mondo                                             | 2009                  | 12-09-2009            | 5               | 5            |                    |
| Alleen gaan                                          | 2012                  | 22-12-2012            | tip48           | -            | Duet met Will Tura |